# Hector Peschaud
Pour les articles homonymes, voir Peschaud.
Hector Peschaud, né le 7 décembre 1895 à Murat et mort le 19 septembre 1968, est un homme politique français.

## Détail des fonctions et des mandats
Mandat parlementaire
- 8 décembre 1946 - 19 septembre 1968 : Sénateur du Cantal